# 反対売買
反対売買（はんたいばいばい）とは、信用取引や先物取引、オプション取引において、保有しているポジションと逆の売買を行うこと。

## 解説
反対売買の主な特徴は次のとおり
- 買っていた銘柄を売る、または売っていた銘柄を買うこと
- 買いの代金と売りの代金の差額で決済される。
- 信用取引では、お金を借りて株式を買う「信用買い」なら売りを出せば手仕舞いとなり、投資家の損益が確定する。
- 先物取引では、満期を待たずして途中で反対売買を行うことができる。

反対売買と似た取引手法に「リバース注文」があります。リバース注文とは、同一銘柄の注文を発注する際に、その注文が約定すれば、その注文の反対売買注文が自動的に発注されるという注文方法。